# Kecamatan Ngadirojo (distrikt i Indonesien, Jawa Tengah, lat -7,81, long 111,01)
Kecamatan Ngadirojo är ett distrikt i Indonesien.   Det ligger i provinsen Jawa Tengah, i den västra delen av landet, 500 km öster om huvudstaden Jakarta.